# Boulsworth Hill
Boulsworth Hill är ett berg i Storbritannien.   Det ligger i distriktet Calderdale i grevskapet West Yorkshire i riksdelen England, i den centrala delen av landet, 290 km nordväst om huvudstaden London. Toppen på Boulsworth Hill är 517 meter över havet.
Terrängen runt Boulsworth Hill är huvudsakligen lite kuperad. Boulsworth Hill är den högsta punkten i trakten. Runt Boulsworth Hill är det tätbefolkat, med 530 invånare per kvadratkilometer. Närmaste större samhälle är Nelson, 7,5 km nordväst om Boulsworth Hill. Trakten runt Boulsworth Hill består i huvudsak av gräsmarker.